# FC Ljubimez 2007
 Liubimez 2007 (offiziell: PFK (Profesionalen futbolen klub) Liubimez (ПФК Любимец)) ist ein professioneller Fußballverein aus Ljubimez, Bulgarien.

## Geschichte
Der Verein wurde 1921 unter dem Namen Maritza gegründet. Im Jahr 1947 ändert der Fußballverein seinem Namen und nennt sich zu diesem Zeitpunkt Strela.
Ab den sechziger Jahren heißt der Club Ljubimez. Während seiner Geschichte spielt der Verein ausschließlich im Amateurbereich ohne besondere Erfolge. Nach Ende der Saison 1993/94 wird der Verein aufgelöst.
Nach über zehn Jahren wird das Vereinsstatut im Jahr 2006 Dank des bulgarischen Geschäftsmannes Atanas Stalev wiederhergestellt.
In der Saison 2006/07 spielte das Team noch unter dem Namen Haskovo II und stieg in die Süd-Gruppe der dritten W Grupa (Amateurliga) auf. Vor dem Beginn der kommenden Saison zog der Verein seinen Sitz nach Ljubimez um und nahm den Namen Ljubimez 2007 an.
Nach einer erfolgreichen Saison 2007/08 in der dritten Liga stieg der Verein in die bulgarische B Grupa auf, womit ihm der Einstieg in den professionellen Fußball gelang.
Der Verein steigt nach seiner erfolgreichen Saison 2012/13 zum ersten Mal in seiner Historie in die А Grupa auf. In einem sensationellen Debüt gewinnt der Klub mit 1:0 gegen den amtierenden Meister Ludogorez Rasgrad.

## Erfolge
- Saison 2012/13: Vizemeister der B Grupa und Aufstieg in die A Grupa

## Vereinsleitung
- Atanas Stalew – Eigentümer
- Dimitar Datschew – Präsident
- Krassimir Metschew – Trainer